# Leskoveț, Vrața
Leskoveț (în bulgară Лесковец) este un sat în comuna Oreahovo, regiunea Vrața,  Bulgaria. Satul a fost locuit de români.

## Demografie
Componența etnică a satului Leskoveț
     Bulgari (79,42%)
     Nicio identificare (20,57%)
     Altele (0%)
La recensământul din 2011, populația satului Leskoveț era de 656 locuitori. Din punct de vedere etnic, majoritatea locuitorilor (79,42%) erau bulgari. Pentru 20,57% din locuitori nu este cunoscută apartenența etnică.